# John Seymour (cónego)
John Seymour (falecido em 1501) foi um cónego de Windsor de 1471 a 1501.

## Carreira
Ele foi educado no All Souls 'College, Oxford.
Ele foi nomeado:
- Proctor de Oxford
- Reitor da Igreja de São Tiago, Garlickhythe 1473 - 1488
- Prebendário de Yetminster Secunda em Salisbury 1476

Ele foi nomeado para a terceira bancada na Capela de São Jorge, Castelo de Windsor em 1471 e ocupou a canonaria até 1501.